# Bosques secos de Maracaibo

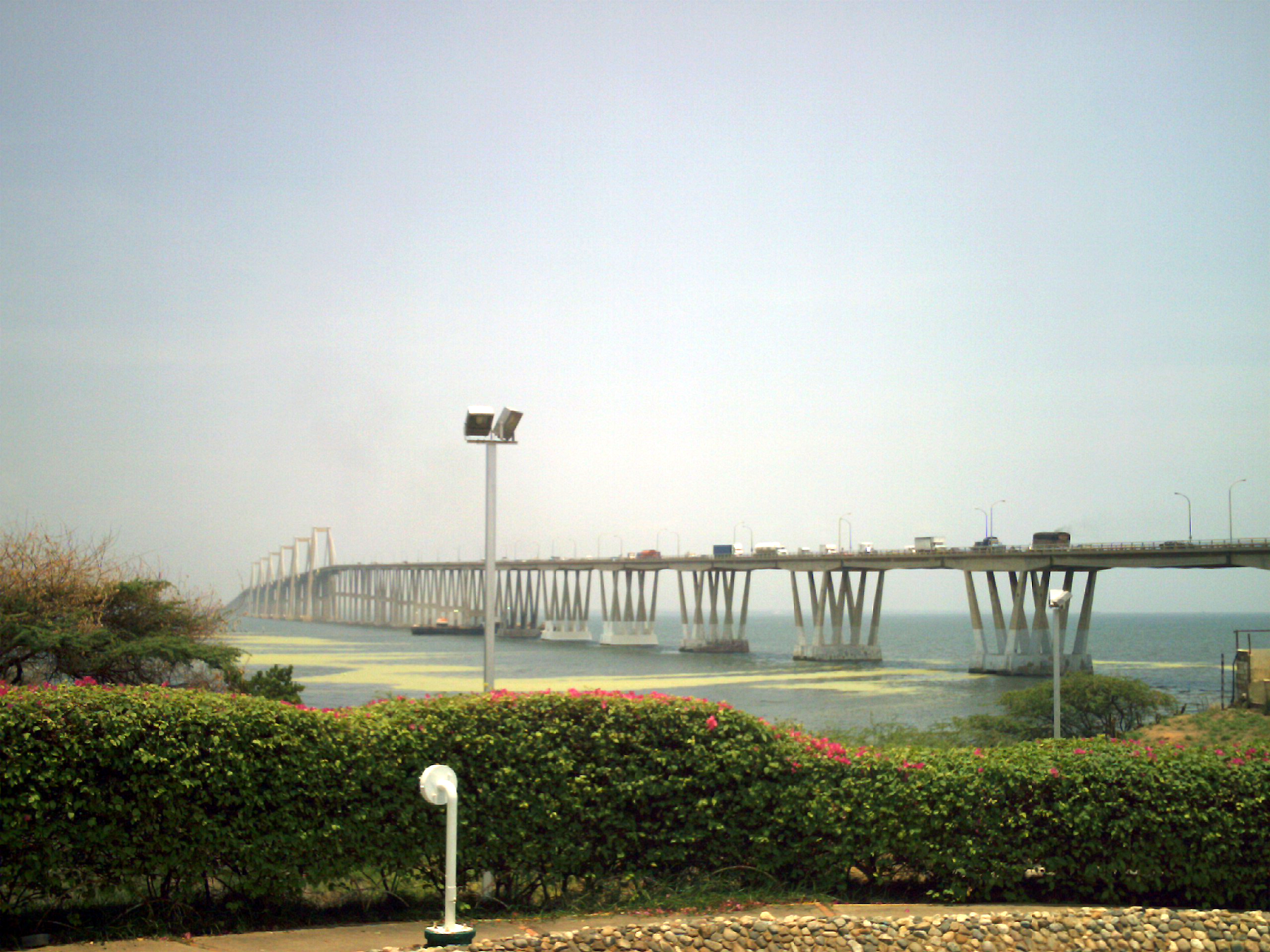
Lago de Maracaibo visto desde visita tu puente.

Los bosques secos de Maracaibo son una ecorregión en Venezuela entorno del lago de Maracaibo. Esta zona contiene los principales yacimientos petrolíferos del país. El hábitat está atravesado por carreteras y está gravemente degradado por la agricultura y el pastoreo de ganado.

## Geografía

### Ubicación
Los bosques secos de Maracaibo rodean el lago de Maracaibo en el noroeste de Venezuela. La ecorregión tiene una superficie de 4.506.579 hectáreas (11.136.000 acres).  La mayor parte de la ecorregión se encuentra en el estado Zulia, con parte en el estado Trujillo . 
En muchas zonas el lago está bordeado por manglares del Amazonas, el Orinoco y el Caribe Sur. Al norte del lago, la parte occidental de la ecorregión se fusiona con el matorral xérico Guajira-Barranquilla, mientras que la parte oriental se fusiona al norte y al este con el matorral xérico Paraguaná. Al sureste los bosques secos son sustituidos por bosques montañosos de los Andes venezolanos. 
La ecorregión está delimitada por los bosques húmedos del Catatumbo al sur y suroeste, y los bosques montañosos de la Cordillera Oriental al oeste. Existen grandes áreas de bosques húmedos del Catatumbo en tierras altas dentro de los bosques secos de Maracaibo. 

### Terreno
Los bosques secos de Maracaibo se encuentran en las llanuras costeras coluvio-aluviales alrededor del Lago de Maracaibo, limitando con la Serranía del Perijá al oeste, la Cordillera de Mérida al sur y la Sierra de Baraguá al noreste. El terreno de la ecorregión es predominantemente plano y da paso a bosques húmedos de transición en las zonas más altas de las montañas. Las elevaciones son 0 a 500 metros (0 a 546,8 yd) sobre el nivel del mar. 
Varios ríos fluyen desde las montañas circundantes a través de la ecorregión hasta el lago de Maracaibo. Estos iincluyen los ríos Palmar, Negro, Lora y Catatumbo de la Serranía del Perijá, el río Escalante de los Andes venezolanos, los ríos Motatán, Misoa y Pachango en el este de la cuenca. 

### Clima
Las temperaturas anuales oscilan entre 16 a 26 grados Celsius (60,8 a 78,8 °F). Anualmente caen menos de 1.000 milímetros (39 pulgadas) de lluvia, con estaciones secas y húmedas pronunciadas. La temperatura es bastante constante durante todo el año, oscilando desde una media promedio de 27 °C (81 °F) en enero a 28,5 °C (83,3 °F) en agosto. La precipitación total anual es de alrededor de 840 milímetros (33 pulgadas). Las precipitaciones varían de 5,3 milímetros (0,21 pulgadas) en enero a 113,2 milímetros (4,46 pulgadas) en mayo, caen a 68 milímetros (2,7 pulgadas) en julio y luego aumentan nuevamente a 166,1 milímetros (6,54 pulgadas) en octubre.

## Ecología
La ecorregión se encuentra en el reino neotropical, en el bioma de bosques latifoliados secos tropicales y subtropicales . 

### Flora
La mayor parte de la flora natural del bosque seco ha sido destruida, con excepción de pequeñas áreas aisladas de sabana arbolada y bosque caducifolio. Dentro de las especies de la sabana se encuentran Axonopus canascens, Bowdichia virgilioides, Spermacoce species, Byrsonima crassifolia, Bulbostylis capillaris, Curatella americana, Copernicia tectorum, Galactia jussieuana y Xylopia aromatica. Al oeste del lago existen áreas muy pequeñas de bosque seco caducifolio con especies como Acacia glamerosa, Bulnesia arborea, Bourreria cumanensis, Copaifera venezuelana, Gyrocarpus americanus, Jacquinia pungens, Malpighia glabra, Myrospermum frutescens, Piptadenia flava y Stenocereus griseus. El crecimiento secundario en áreas abandonadas incluye especies de Cecropia, Jacaranda copaia y Xylopia aromatica . 

### Fauna
Los mamíferos terrestres endémicos que se encuentran en esta y otras ecorregiones de bosque seco en Colombia y Venezuela incluyen la zarigüeya ratón de la Guajira (Marmosa xerophila) y el ratón vespertino de Hummelinck (Calomys hummelincki).  Entre los mamíferos en peligro de extinción se encuentra el mono araña de Geoffroy (Ateles geoffroyi). 
En los bosques secos también se encuentran aves endémicas como el vencejo palmera pigmeo ( Tachornis furcata ), el colibrí leonado ( Leucippus fallax ), el carpintero castaño ( Picumnus cinnamomeus ), el cola de espina de bigotes blancos ( Synalaxis candei ), el batara de lomo negro ( Thamnophilus melanonotus ), la inezia de pico fino ( Inezia tenuirostris ), el gorrión tocuyo ( Arremonops tocuyensis ) y el cardenal bermellón ( Cardinalis phoeniceus ). Entre las aves en peligro de extinción se encuentran el clytoctantes alixii y el rascón de flancos lisos ( Rallus wetmorei ). 

## Estado
El Fondo Mundial para la Naturaleza otorga a esta ecorregión el estatus de “crítica/en peligro”. Al igual que otros bosques secos neotropicales, el hábitat ha sido afectada por la ganadería y la agricultura. Esto sumado a que la ecorregión está dividida por una amplia red de carreteras, incluida la Carretera Panamericana, que afectan la relación ecosistémica. 
Los bosques secos de Maracaibo abarcan el Campo Costero Bolívar, ubicado en la orilla nororiental del lago. En esta región, los yacimientos petrolíferos, tanto dentro como en los alrededores del lago, generan la mayor parte del petróleo de Venezuela. Sin embargo, algunos ríos presentan contaminación por pesticidas y fertilizantes. 